# Norrsjön (Össeby-Garns socken, Uppland)
Norrsjön är en sjö i Vallentuna kommun i Uppland och ingår i Åkerströms huvudavrinningsområde. Sjön är 0,9 meter djup, har en yta på 0,158 kvadratkilometer och befinner sig 16 meter över havet.

## Delavrinningsområde
Norrsjön ingår i det delavrinningsområde (660837-163957) som SMHI kallar för Mynnar i Garnsviken. Medelhöjden är 40 meter över havet och ytan är 30,67 kvadratkilometer. Det finns inga avrinningsområden uppströms utan avrinningsområdet är högsta punkten. Näfsån som avvattnar avrinningsområdet har biflödesordning 2, vilket innebär att vattnet flödar genom totalt 2 vattendrag innan det når havet efter 10 kilometer. Avrinningsområdet består mestadels av skog (67 procent) och jordbruk (23 procent). Avrinningsområdet har 0,39 kvadratkilometer vattenytor vilket ger det en sjöprocent på 1,3 procent.